# Helius serenus
Helius serenus är en tvåvingeart som beskrevs av Alexander 1967. Helius serenus ingår i släktet Helius och familjen småharkrankar. Inga underarter finns listade i Catalogue of Life.